# USS Discovery
USS Discovery es una nave de ficción del universo Star Trek. Pertenece a la Flota Estelar de la Federación Unida de Planetas de la serie televisiva Star Trek: Discovery, que comenzó a exhibirse en la cadena CBS en el año 2018.

## Características
Nave de clase Crossfield de mediados del siglo 23, está identificada según el registro de la Flota Estelar como NCC 1031.
Durante la primera temporada de la serie está bajo el comando del capitán Gabriel Lorca. Está dedicada a la investigación científica, su misión principal es la de desarrollar un nuevo sistema de propulsión a base de esporas. Es gemela de la USS Glenn con la que comparte sus objetivos.
Las investigaciones de los astromicólogos Staal y Stamets le permitirá finalmente a la nave valerse de la red micelial que une al universo para viajar grandes distancias de manera casi instantánea.

## Primera temporada
En la primera temporada (2018), la nave está comandada por el capitán Gabriel Lorca, está equipada con un propulsor de esporas, lo que le permite viajar grandes distancias en cuestión de segundos, lo cual hace que la nave sea una herramienta poderosa a favor de la Federación Unida de Planetas en la guerra contra el Imperio Klingon y es el instrumento para entrar y salir del universo terrano en el que transcurren los últimos capítulos.

## Segunda temporada
En la segunda temporada (2019) estará bajo el mando del capitán Christopher Pike quien junto a su tripulación intentará descubrir el enigma del Ángel Rojo. En los últimos capítulos de la temporada se concentrará en luchar contra la Inteligencia Artificial llamada Control, predestinada a terminar con toda la vida del universo.

## Tercera temporada
Luego de los sucesos finales de la segunda temporada, asume el mando el capitán Saru, quien tendrá que dirigir a la tripulación en el siglo 32 mientras vuelven a los cuarteles de la Flota Estelar, que se ha visto totalmente diezmada debido a la falta de dilitio para realizar viajes Warp.
En esta temporada es donde se observa la renovación y adecuamiento más completo de la nave en 1000 años, teniendo luego la denominación NCC-1031-A (Siendo A la indicación de que se le ha hecho una sola renovación).
Luego al final de la temporada el Almirante Vance le otorga a Michael Burhnam el rango de Capitán y el comando de la USS Discovery.